# Txik-Ielga
Txik-Ielga (en rus: Чик-Елга) és un poble de Baixkíria, a Rússia, que en el cens del 2010 tenia 63 habitants. Pertany al districte d'Arkhànguelskoie.